# 1959年至1960年英格蘭足總盃
1959/60球季英格蘭足總盃（英語：FA Cup），是第79屆英格蘭足總盃，今屆賽事的冠軍是狼隊，他們在決賽以3:0擊敗布力般，奪得冠軍。本屆賽事繼續在舊溫布萊球場舉行。
狼隊自取得今屆冠軍後，便再沒有贏得過足總盃冠軍。

## 外部連結
1. 英格蘭足總盃官網Archive-It的存檔，存档日期2012-04-24
2. 英格蘭足總盃 歷屆冠軍（页面存档备份，存于）